# The Uplifters (film)
The Uplifters er en amerikansk stumfilm fra 1919 af Herbert Blaché.

## Medvirkende
- May Allison som Hortense Troutt
- Pell Trenton som Saul Shilpick, Jr.
- Alfred Hollingsworth
- Kathleen Kerrigan som Harriet Peebles Cull
- Caroline "Spike" Rankin som Elsa